# Бугринский мост
Бугри́нский мост — мост через Обь в Новосибирске, соединяющий Кировский, Первомайский и Октябрьский районы.
Работы по выбору места размещения створа мостового перехода, проектная и рабочая документация были выполнены Институтом «Стройпроект». Строительство началось 17 февраля 2010 года и завершилось в октябре 2014 года.
Автомобильный мост через Обь с самым длинным в СНГ арочным пролётом был открыт в Новосибирске 8 октября 2014 года. В дальнейшем мост стал составной частью перспективной скоростной магистрали непрерывного действия «Юго-Западный обход» Новосибирска, которая связывает федеральные трассы «Иртыш» и «Чуйский тракт».

## Предпосылки
Пояснительная записка к генеральному плану Новосибирска говорит:
…Наличие крупной реки Оби с широкой долиной, рассекающей город на две части, во многом предопределило характер использования территории и породило проблему связанности частей города, расположенных по обоим берегам. Недостаточное количество мостов через реку Обь и их пропускная способность, отсутствие скоростных магистралей непрерывного движения, транспортных развязок в двух и более уровнях, незавершенность транспортной схемы города — все это признаки современного состояния территории города Новосибирска.
…

недостаточное количество мостовых переходов через реку Обь (действуют два автомобильных моста, используется проезжая часть плотины ОбьГЭС), что, учитывая высокую интенсивность движения по мостам (свыше 80 — 90 тыс. автомобилей в сутки), в значительной степени усугубляет ситуацию с организацией транспортного движения, не позволяет разгрузить центральную часть города как от транзитного иногороднего транспорта, так и внутригородского транзита;…
Действительно, по косвенным данным, интенсивность движения между берегами Оби в Новосибирске составляет более 180 тыс. автомобилей в сутки и мосты загружены более чем на 90 %.
В 2008 году начальник ГУБО мэрии Новосибирска Валерий Жарков заявлял, что уже к 2010 году (при темпах прироста транспорта в то время) мосты и плотина ГЭС могли исчерпать свою пропускную способность, а к 2020 году они встанут даже с учётом окончания строительства нового моста. В 2025 году с берега на берег в городе должны передвигаться около 450 тыс. приведенных автомобилей в сутки — при условии достаточной пропускной способности между берегами.
В общей сложности генеральный план подразумевает наличие пяти автомобильных мостов через Обь на территории Новосибирска. В настоящее время функционируют два моста — Коммунальный и Димитровский, суммарной пропускной способностью 200 тыс. автомобилей в сутки.

## История

### Советская эпоха

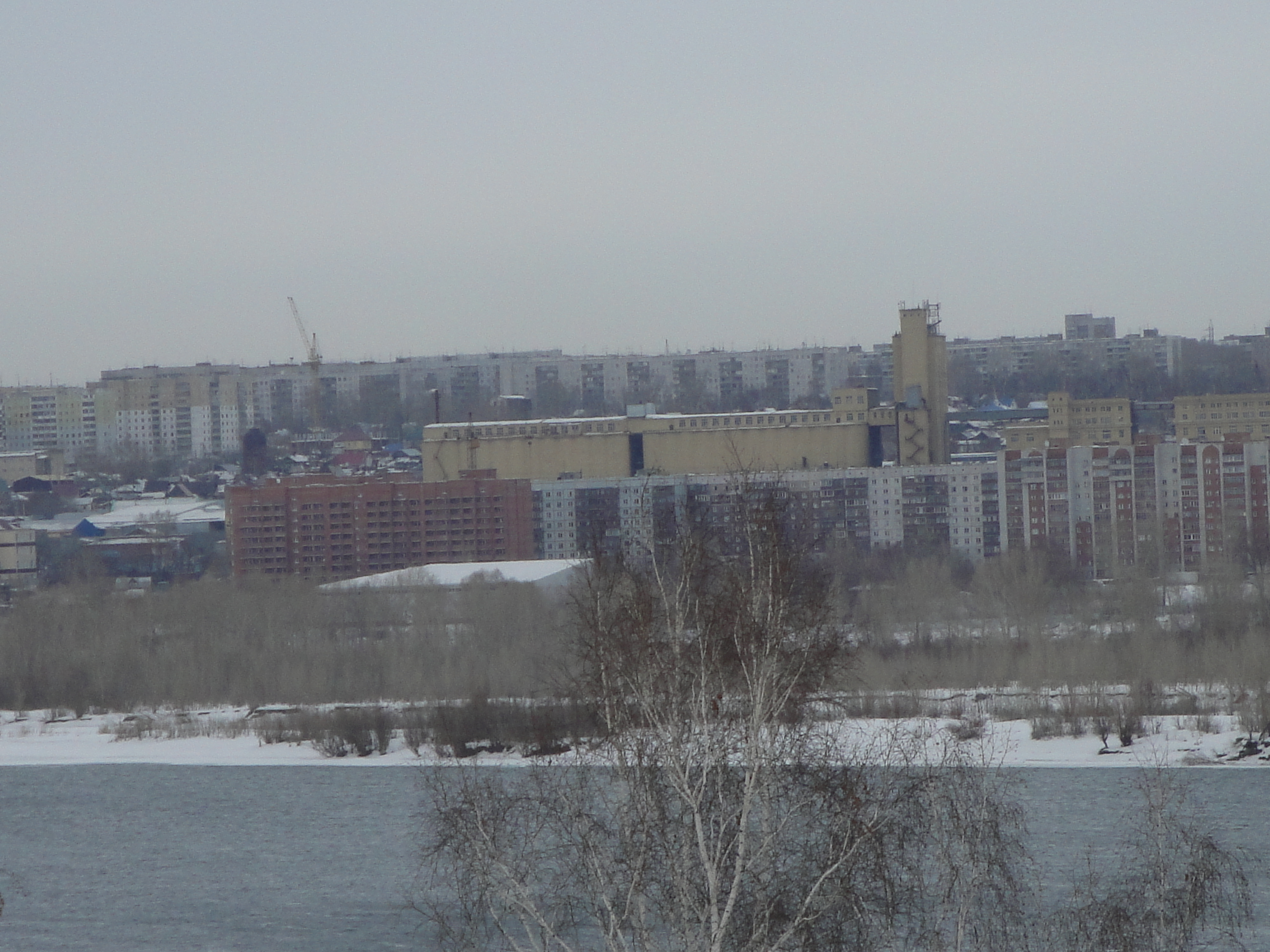
Мелькомбинат на Большевистской

В начале 1980-х годов была предпринята первая попытка построить мостовой переход. В то время власти города обращаются в Госплан СССР — просят разрешить им начать проектирование нового моста. Однако эту просьбу не удовлетворяют. В ту пору в Новосибирске возводится метрополитен и на его строительство выделяются крупные денежные средства из общесоюзного бюджета. Однако, технико-экономическое обоснование моста всё же удалось сделать — в 1988 году. При выполнении ТЭО проектировщики рассматривали площадки в двух разных створах:
- Мелькомбинатовский створ: напротив элеватора, расположенного на улице Большевистской.
- Оловозаводской створ: по нынешнему проекту.

После сбора и анализа всей необходимой информации (данные транспортных связей 2 тыс. предприятий, о перспективной застройке, а также о перспективных грузовых и пассажирских перевозках) проектировщики выяснили, что новый мост должен быть расположен в 2 км выше по течению Оби от Октябрьского моста, то есть по Оловозаводскому створу. Однако работы по проектированию подходов к мосту (в правобережной части) неожиданно застопорились — в зону строительства попали дачи оловянного комбината. И несмотря на имеющееся заключение санэпидемстанции о том, что грунт в данном месте заражён мышьяком, противники строительства мостового перехода выходят на первомайские демонстрации с лозунгами «Спасём Бугринскую рощу!». В результате им удаётся заставить проектную организацию переделывать проект моста. После чего наступает перестройка, а затем и распад страны — в этих условиях все строительные работы были свёрнуты. Однако работы по выбору места размещения и ТЭО по мосту в 1992 году были завершены.

### Современная Россия
Следующая попытка построить мост была предпринята в 1997 году — после выхода ельцинского указа «О платных технических сооружениях». По словам начальника ГУБО мэрии Бориса Губера, в этот раз планировали найти инвестора, который бы построил мостовой переход, а в дальнейшем арендовал бы его и собирал за проезд деньги. Таким образом инвестор окупал бы свои затраты. По заявлению Губера, тогда был разработан инвестиционный проект, который отвечал всем международным нормам. Согласно этому проекту, мост будучи платным окупился бы за 25 лет — даже при весьма умеренной стоимости за проезд. Реализовать в тот раз проект помешал разразившийся в 1998 году экономический кризис.

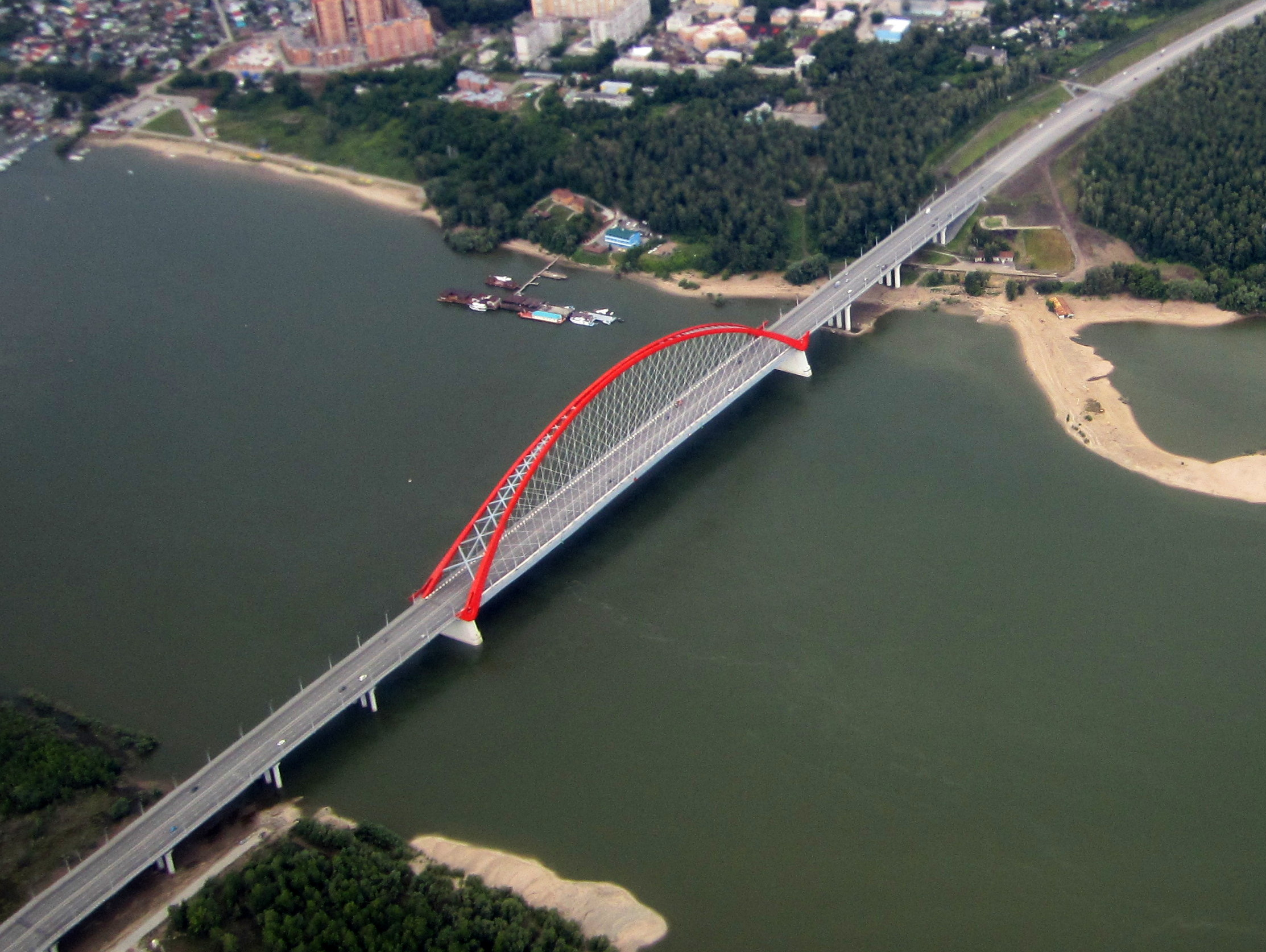
Бугринский мост из окна самолёта

В 2005 году к сооружению Бугринского моста вернулись. Предстояло разработать очередное обоснование, стоимость которого оценивалась тогда примерно в 26 млн рублей. В качестве типовой схемы моста почти сразу и почти единогласно был выбран вантовый мост, возведение которого оценили в 10 млрд рублей. Мэрия Новосибирска также не исключила, что проезд по нему будет платным. Чиновники начали активный поиск частных инвесторов, озвучив крупную сумму. В октябре 2005 года на месте будущего моста были проведены инженерные изыскания. Исследования, которые проводила местная компания ОАО «Стройизыскания», выявили в русле Оби геологический разлом и отсутствие в центральной части русла твёрдых пород, необходимых для постройки опор балочного моста — в том числе и на глубине 90 метров. Таким образом вариант с балочным мостом (балочные сталежелезобетонные пролётные строения) отпадал.
В 2007 году московским институтом «Гипротрансмост» было выполнено обоснование инвестиций сооружения моста. Главный инженер проекта по обоснованию инвестиций — Назарова Р.П.. Новое ТЭО мостового перехода по Оловозаводскому створу выполнено в том же году проектным институтом «Гипротранс». А в конце того же года был проведён открытый конкурс на право создания рабочего проекта (стоивший по оценкам от 500 до 600 млн рублей) под названием «Мостовой переход через реку Обь». На конкурс поступили четыре заявки, одна из которых (заявка «Сибгипротранса» и ОАО «Гипротрансмост») была отклонена.
В результате остались два проекта:
1. Вантовое пролётное строение над осью судового хода с пилонами высотой 155 м (по типу моста Винсента Томаса в Лос-Анджелесе) — долгое время был генеральным вариантом строительства, несмотря на то, что стоимость его была выше, чем у арочного. Кроме того, самолёты, заходящие на посадку в аэропорт Толмачёво, заходят по руслу Оби. И такая высота пилонов вантового моста вызвала бы недовольство пилотов гражданской авиации[16].
2. Арочное пролётное строение над осью судового хода — окончательный вариант, принятый к исполнению в 2009 году. На обсуждениях проектировщики предложили сразу два варианта, которые различались: техническими характеристиками, высотой арки, формой опор. Выбранный вариант, по утверждению представителей проектной организации, должен простоять 100 лет и выдержать землетрясение до 7 баллов. По заявлению авторов проекта, уклоны и радиусы не позволили спроектировать на мосту линию скоростного трамвая[16].

В феврале 2008 года был объявлен победитель конкурса — проект петербургского института «Стройпроект», который стал генеральным проектировщиком объекта. Хотя первоначально мэрия Новосибирска заказывала проект институтам «Гипротрансмост» (г. Москва) и Сибгипротранс (г. Новосибирск). В мае 2008 года проект Оловозаводского моста был представлен мэром города на сочинской выставке «Транспорт России-2008», в рамках Дня Новосибирской области.
Окончательное решение по конкурсу было принято руководством города и области Новосибирска по результатам анализа предоставленных смет на строительство. Решающим фактором при выборе технического проекта перед передачей в производство стала именно сметная стоимость сооружения. Несмотря на внешнюю привлекательность вантового моста, стоимость его в посткризисный период оказалась чрезмерно высокой — на 26 % больше, чем стоимость арочного.
30 ноября 2009 года проект мостового перехода получил положительное заключение от Главгосэкспертизы. Уже 10 декабря 2009 года по результатам тендера на строительство третьего моста (в рамках муниципального заказа) был определён генеральный подрядчик. В тендере были представлены заявки от четырёх компаний: ОАО «Сибмост», тюменский «Мостострой-11», хабаровский «Дальмостострой» и омский ООО «НПО Мостовик». Им, как и ожидалось, стал «Сибмост».
Заказчиком сооружения выступает МБУ «Управление дорожного строительства». Согласно конкурсной документации, работы заказчик оплачивает по факту. Причём в последние два года строительства оплата производится «в пределах выделенных лимитов бюджетных ассигнований», а в период 2010—2012 гг. — 1,286 млрд рублей, 1,75 млрд рублей и 0,9 млрд рублей соответственно.
Проектные сроки возведения Бугринского моста: начало — 25 ноября 2009 года. Сроки сдачи моста переносились. Первоначально работы должны были завершиться в ноябре 2014 года, затем срок был перенесён на октябрь.

## Утверждённый проект

### Общее описание
Согласно утверждённому проекту АО "Институт «Стройпроект», шесть полос (по три в каждом направлении) нового моста обеспечили нормативную пропускную способность не менее 80 тысяч приведенных автомобилей в сутки — при расчётной скорости движения 80-100 км/ч. Предельная загрузка мостового перехода, выше которой рост потоков становится практически невозможным, составляет примерно 135 тыс. приведенных автомобилей. Мостовой переход общей протяжённостью 2091 м входит в состав перспективной скоростной магистрали непрерывного движения под названием «Юго-Западный обход». Эта магистраль протяжённостью более 20 км свяжет трассы федерального значения М-51 и М-52. Бо́льшая её часть пройдёт по территории Кировского района.
Начинаясь у поста ГИБДД, на пересечении Толмачёвского и Ордынского шоссе (у Ордынского кольца), скоростная шестиполосная магистраль проходит по улице Хилокская — до своего пересечения с железнодорожным ходом перегона «Клещиха» — «Чемской». Затем «Юго-Западный обход» выходит на улицу Тульская и на протяжении 3,5 км и идет параллельно малой реке Тула — до пересечения с улицей Сибиряков-Гвардейцев. После чего магистраль выходит к улице Ватутина, а после пересечения с ней — вначале выходит к «Ватутинской развязке», а затем и к самому Бугринскому мосту.
После мостового перехода магистраль пересечёт улицу Большевистская, а затем и железнодорожный перегон «Новосибирск-Южный» — «Иня-Южная», после чего пересечёт улицы Выборная и Кирова. Затем «Юго-Западный обход» выйдет на Чуйский тракт — перспективный «Восточный обход» Новосибирска (протяжённость 101 км), который свяжут с Гусинобродским шоссе. Возвести «Юго-Западный обход» планируют за 13 лет. Общая приблизительная стоимость данной перспективной магистрали — 60,5 млрд рублей.
В рамках «Юго-Западного обхода» запланированы, в общей сложности, 15 транспортных развязок. Из них несколько (на улицах Ватутина, Большевистская, а также на улицах Выборной и Кирова, и, частично развязка по улице Зорге) будут построены в составе мостового перехода. Согласно утверждённому проекту, вместе с объектом также появятся: четыре пешеходных моста и ливневая канализация с очистными сооружениями для сточных вод. Проектировщики также обещали Бугринскому мосту самые современные технологии — дорожная «одежда» моста и подъезды, выполненные из цементобетона. При строительстве обещали использовать более высокие требования к сварке, а центральный пролёт установить при помощи современного, экономичного и быстрого метода, называемого «Хэви Лифтинг».
Общие характеристики:
- общая длина моста с подходами — 2091 м
- длина руслового пролёта — 380 м
- количество полос — 3+3
- подмостовой габарит судоходного пролёта 160×15 м
- в составе мостового перехода 2 развязки с путепроводами длиной 69 и 318 м
- пропускная способность мостового перехода 7180 автомобилей в час (при расчетной скорости движения 80 км/час).

Помимо рекордного пролётного строения и изящной архитектуры, Бугринский мост интересен и как первая в мировой практике переправа, при строительстве которой был применен уникальный способ радиальной надвижки мостовой арки. Бугринский мост стал одной из городских достопримечательностей, высотной и видовой доминантой, а обширные территории по бокам створа, находящиеся в непосредственной близости к рекреационным зонам — Бугринской роще, островам и пляжам, получили дополнительную точку притяжения.

### Название
Название «Оловозаводской» мост получил в связи с тем, что на левом берегу Оби он будет пересекать микрорайон Бугринская роща, рядом с которым расположен один из крупнейших в мире оловозаводов. Мэр города Владимир Городецкий отметил, что это название двадцатилетней давности и уже устарело. 3 декабря 2013 года комиссия по наименованиям единогласно решила назвать третий мост через реку Обь в Новосибирске «Бугринским».

### Конструкция сооружения
Уникальность сооруженного мостового перехода заключается в размерах его главного пролётного строения. Для русловой части моста принято пролётное строение комбинированной системы: арка с затяжкой и наклонными подвесками (т. н. «сетчатая арка»). Длина руслового арочного пролёта составляет 380 м, что является уникальным показателем для арок такого типа во всем мире. Пойменные участки моста состоят из балочных неразрезных пролётных строений. Визуально арка высотой 70 м напоминает гигантский красный лук — один из основных элементов герба Новосибирска.
Согласно заявлению представителя генерального проектировщика мостового перехода АО «Институт „Стройпроект“», здесь не повторится колебаний, аналогичных волгоградскому «танцующему мосту», так как «всё это было учтено на стадии проектирования, в том числе были выполнены работы по аэродинамической продувке его модели руслового пролёта».
Надвижка арочного пролёта производится на опоры № 5 и № 6. Надвижка пролётов осуществлялась с левого берега и завершилась в феврале 2013 года их стыковкой. После этого в июне 2013 года строители приступили к монтажу конструкций свода арки. Этот этап продлился около 10 месяцев. А на следующем — начались работы по натяжке вант. В 2013 году, во второй половине, строители приступили к устройству дорожной одежды. После чего, в 2014 году, уложили железобетон, а затем в два слоя — дорожное полотно из асфальтобетона. Завершили сооружение съезды, путепроводы и пешеходный мост развязки на Большевистской. Также в 2014 году на объекте смонтированы ограждение, освещение и выполнены работы по дорожной обстановке.

### Транспортные развязки

#### Развязка на Ватутина
На левом берегу, по улице Ватутина, проектом предусмотрена двухуровневая шестиполосная развязка в форме «восьмёрки» — с четырьмя въездами, одним направленным съездом, а также двумя пешеходными мостами.
Развязка относится к типу развязок «клеверный лист». Основной пролёт (длина — 66 м, ширина — 43 м) установлен на двух постоянных опорах — при помощи одной технологической опоры.
Опоры пролёта развязки — железобетонные с арматурным каркасом. Конструкция включает 30-метровые буронабивные сваи в количестве 77 штук (на каждую опору). Предварительно под каждую такую сваю бурят отверстие — шириной 1,2 м и глубиной 30 м.
На первом этапе развязка будет иметь четыре двухполосных «рукава». Проектом развязки также предусмотрен пешеходный мостик, соединяющий расположенные рядом лыжные трассы Бугринской рощи со спортивной базой. Кроме того, при подготовке площадки под дорожную развязку, потребовалось вырубить деревья, убрать десятки гаражей и осуществить перенос остановки общественного транспорта. Так, вместо вырубленных посадок, на территории Северо-Чемского жилмассива будут высажены новые — «вместо одного вырубленного три новых». На это было выделено 1,5 млн рублей. По оценкам специалистов, ресурс развязки общей стоимостью 260 млн рублей должен составить не менее 40 лет.
Монтаж пролёта путепровода планировалось осуществить за одну ночь — в январе 2012 года, однако фактически монтажные работы начались в апреле и закончились в 2012 году. По состоянию на 3 мая, строители завершали работы по бетонированию опор и должны были приступать к возведению пролётных строений путепровода. Строительство путепровода планировалось завершить в июле 2012 года.
По данным на 29 октября 2012 года, строителями на путепроводе (сх. 1х67,3) выполнялись следующие работы: бетонировались участки, прилегающие к деформационным; бетонирование конусов первой и четвёртой опор; производилось бетонирование консольных участков. Ранее строители построили опоры (№ 1, № 2) и выполнили работы по 793-тонному пролёту (монтаж, установка его на опоры). По пролёту также были выполнены: армирование и бетонирование плиты проезжей части, установлены плиты несъёмной опалубки железобетонных плит проезжей части, поставлены карнизные блоки.
На конец мая 2013 года на развязке строятся подходы и лестницы путепровода. К концу года рабочие планируют закончить работы на данной развязке.

#### Развязка на Большевистской
На правом берегу, по улице Большевистской эстакадная трёхуровневая развязка с четырьмя съездами и одним мостом для пешеходов. Общая протяжённость съездов развязки составит 3370 м.
По планам, строительство этой развязки должно было начаться летом 2011 года. А первая очередь, по планам мостовиков, должна быть введена в 2014 году. На этом этапе с мостом будет соединена улица Большевистская — для транспортных потоков из центра города и Академгородка в левобережную часть Новосибирска. На втором этапе строители возведут съезды с развязки — для соединения с Большевистской транспортного узла «улица Кирова — улица Выборная». Предусмотрено и возведение съездов с транспортной развязки по улице Кирова. Сама развязка будет построена в конце 2013 года. Она будет сооружена в две очереди: на первой возведут путепровод через Большевистскую улицу, а на втором — соорудят путепровод через железную дорогу и построят подъездные пути (съезды) к улицам Выборной и Кирова. Сама развязка, согласно проекту, будет без светофоров.
По состоянию на июнь 2012 года, строители сооружали столбы БНС и выполняли работы по исправлению фундаментов (устранение ростверков) на четвёртом съезде с развязки. Общая готовность правобережной развязки на текущий момент — 5 %. По данным на 29 октября, строились опоры № с № 1 по № 13, а также четвёртый съезд опоры № 38 (закончено сооружение буронабивных свай). На сегодняшний день полностью готов четвёртый съезд первой опоры. Выполнены: закончена первая стойка (из бетона), выполнена срубка голов БНС. По пятой опоре готовы: котлован, буронабивные сваи, каркас стоек (армированный).
По шестой опоре (съезд № 4) выполнены следующие работы: каркас первой и второй стоек (армированный); устройство буронабивных свай. На четвёртом съезде седьмой опоры готовы: каркас стоек (армированный); устройство буронабивных свай. По четвёртому съезду девятой (и одиннадцатой, и двенадцатой) опоры полностью готовы: подферменные площадки первой и второй стоек. Также забетонирована вторая стойка: на восьмой опоре; на четвёртых съездах девятой, десятой и одиннадцатой, двенадцатой, тринадцатой опорах. Помимо того, забетонирован ростверк: на пятой опоре; на четвёртых съездах — первой, шестой, седьмой, тринадцатой опорах.
С сентября 2012 года в районе Большевистской развязки начались дорожные работы. В ходе этих работ участок улицы Большевистской длиной 1,2 км будет реконструирован, а проезжая часть от карьера Борок до улицы Выборной — увеличится (до 25,7 м). По обеим сторонам дороги появятся 700-метровые тротуары и будут установлены две новые остановки общественного транспорта. Общие затраты на реконструкцию объекта превышают 112 млн рублей. Планируется, что в октябре 2014 года все работы по реконструкции участка дороги будут завершены.
Работы по путепроводу над улицей Большевистской строители обещали выполнить к октябрю 2012 года. Однако, по состоянию на 29 октября, работы на объекте активно ведутся. Строители возводят: бетонирование первой и второй стоек опоры № 37; бетонировали два ростверка на опоре № 38; сооружали буронабивные сваи на анкерной опоре. Также активно велись строительные работы по пешеходному мосту на Большевистской. Строились: фундаменты; сооружались буронабивные сваи; забетонированы 4 стойки на первой, седьмой и восьмой опорах (из 9 стоек). Активно велась подготовка к строительству шумозащитного экрана (строились основания). Для будущего экрана строители уже выполнили: подушку из щебня; основание (1920 п.м.); армирование (две очереди: 1728 п.м. и 1632 п.м.) и бетонирование основания (две очереди: 1656 п.м. и 672 п.м.). На 2 ноября 2012 года, все необходимые дома снесены. Возведены: две опоры путепровода (из 8). На 80 % готовы опоры в сторону движения «Левый берег-Центр». Из 6 опор в направлении движения «Советский район-Левый берег» возведена пока что одна. В дополнении к мостостроителям прибыли ещё два отряда. Металл на объект поставляет завод из Улан-Удэ («Улан-Удэстальмост»).
По данным на 10 апреля 2013 года, строители завершили первый этап по надвижке пролёта. А 16 апреля 2013 года «Сибмост» завершил работы по надвижке конструкций на 36-ю опору, которая находится на противоположной стороне Большевистской. В ходе работ было собрано свыше 120 метров (надвинуто 77 метров) металлических конструкций. Далее продолжатся работы по надвижке конструкций в сторону 35-й опоры. Последняя оборудуется накаточными путями. До неё осталось 111 метров. Завершить надвижку металлических пролётов планируют уже 19 апреля 2013 года. Пешеходный мост через улицу Большевистскую также готовят к предстоящей надвижке.
По состоянию на конец мая 2013 года на развязке строится пешеходный переход. А на опорах с № 34 по № 38 строители заняты монтажом металлоконструкций. К концу года готовность развязки составит 90 %.

## Финансирование
Первоначально максимальная стоимость возведения мостового перехода составляла 22 млрд 227,8 тыс. рублей. В дальнейшем цена дважды снижалась — вначале до 20,53 млрд рублей, а затем — до 18,74 млрд рублей. Последняя стала стартовой на состоявшемся аукционе. В 2009 году губернатором Новосибирской области была поставлена задача уменьшить стоимость «ещё на несколько миллиардов». На состоявшемся затем аукционе была предложена цена в 14,8 млрд рублей. Таким образом, стоимость уменьшилась почти на 21 % по сравнению со стартовой.
Возведение самого моста стоит около 3 млрд рублей, а остальные деньги идут на строительство подъездов, развязок, пешеходных мостов и переходов и другие цели, например стоимость проектных работ — 263 535 996 рублей 85 коп. Срок строительства моста установлен в 5 лет. Как подтверждают специалисты комитета по муниципальному заказу мэрии, это крупнейший контракт за всю историю системы муниципального заказа. На декабрь 2013 года общая стоимость строительства моста, включая прилегающие развязки выросла до 17,1 млрд рублей. На работы первого этапа (проектные и изыскательские), проводившиеся в 2009 году, бюджетами было выделено 273 млн рублей.
Первоначально, в 2009 году, предполагалось начать с 2010 года софинансирование объекта из федерального и местных бюджетов — в объёме 70/30. Однако затем соотношение изменилось до 50/50. Позднее, мэр Новосибирска Владимир Городецкий, в заявлении, сделанном в пресс-центре мэрии отметил: «В связи с экономическим кризисом мы не получили софинансирования в размере 50/50 из федерального бюджета. Вместо субвенции, Министерство финансов РФ выделило региону льготные кредиты (под 2,7 %), в равных долях обслуживаемые и погашаемые Новосибирском и областью». Также мэр заявил: «На сегодняшний день на строительство моста суммарные затраты города и области составили 5 млрд рублей… На расчётный счёт в 2011 году регион уже получил 2 млрд рублей кредита. Однако, в 2013 году необходимо будет производить расчёт за первый кредит, в 2014 году — за последующий кредит и т.д. Это может оголить бюджет развития.. Необходимо добиться от федерального центра ещё 6 миллиардов (из оставшихся девяти) — в виде целевых субвенций».
| Год      | Город          | Область          | Федеральный центр (субвенции) |
| -------- | -------------- | ---------------- | ----------------------------- |
| 2009 год | 512 млн рублей | 354,7 млн рублей | нет                           |
| 2010 год | 500 млн рублей | 500 млн рублей   | 0,69 млрд рублей              |
| 2011 год | 750 млн рублей | 750 млн рублей   | 2 млрд рублей                 |
| 2012 год | 750 млн рублей | 750 млн рублей   | 4,05 млрд рублей              |
| 2013 год | 750 млн рублей | 750 млн рублей   | ~ 4 млрд рублей               |

Планируется, что строительство будет софинансироваться из федерального центра и в 2014 году. Кроме того, средства, выделяемые на снос жилых и производственных зданий в размере 1,5 млрд рублей, идут отдельной строкой — из бюджета города. Так, в 2011 году выделялись 500 млн руб. компенсаций, чтобы снести порядка 120 индивидуальных домов.
Причём работы по возведению объекта из местного бюджета будут финансироваться до 2015 года. Ранее предполагалось, что местные органы власти расплатятся за работы уже в 2014 году. Но 15 июня 2012 года постановлением мэрии Новосибирска ведомственная целевая программа по сооружению третьего мостового перехода была продлена. Общая стоимость работ — 17,72 млрд рублей. А самая крупная выплата планируется, согласно программе, на последний год. Она составит 6,29 млрд рублей или 39,5 % от стоимости всех работ. Из федерального же бюджета в период с 2012 по 2014 год на строительство объекта обещают выделить от 6,5 до 7 млрд рублей или 50 % всей стоимости. Так, в 2012 году было выделено 2 млрд рублей, а в 2014 году чиновники обещали выделить 3 млрд 127 млн рублей.

## Строительство
В работах по возведению мостового перехода и развязок принимали участие 16 организаций области, пять заводов металлоконструкций (два из них — заводы в Кургане и Улан-Удэ) и девять проектных организаций. Общее же количество задействованных в процессе сооружения людей достигает 1400 человек.
Генеральный подрядчик — ОАО «Сибмост». Для возведения мостового перехода, на обоих берегах Оби в общей сложности потребуется снести: 10 административных зданий, более 330 частных домов, производственную базу, АЗС, магазин и около 200 металлических гаражей. Также был закрыт и перенесён пляж «Бугринская роща», попавший в зону сооружения моста.
Строительство мостового перехода разбито на два этапа:
- Первый включает мостовой переход и две транспортные развязки с путепроводами[4].
- Второй — сдача развязок и связывание перехода с возведённой эстакадой на улице Кирова[95][96].

Окончательный срок завершения строительства мостового перехода — 2014 год (срок назван после представления проектной документации по технологии сборки арки).
С марта 2011 года с установленной на правобережном участке строительства веб-камеры ведётся онлайн-трансляция. Оснащение левобережного участка веб-камерой запланировано на лето.

### Хроника строительства
2009
На обоих берегах Оби началась подготовка к строительству моста: очистка берегов, вынос коммуникаций, подготовка стройплощадок, сооружение двухкилометровой временной подъездной дороги (со стометровым металлическим мостом через малую реку Плющиха) и необходимых инженерных коммуникаций (три водопропускные трубы), снос частного сектора. Начало строительства первой опоры.
2010
- 9 февраля. В основание первой опоры министр транспорта РФ Игорь Левитин и мэр Новосибирска Владимир Городецкий произвели закладку символического камня[100].
- 15 февраля. Строители закончили подготовку площадки и приступили к строительству, начав работы одним буровым станком на правом берегу Оби. 16 февраля начато бурение скважин под опоры № 21 и № 22[3][101].
- 26 марта. Построены подъездная дорога и временный мост через протоку. Также освоены 36 буронабивных столбов и два свайных поля, начаты работы по подготовке стапелей для последующей сборки металлоконструкций[102][103]. На эстакадной части ведётся сооружение правобережных опор — с № 19 по № 22[104].
- 9 апреля: в ходе рабочей поездки министра транспорта РФ в Новосибирск, Игорь Левитин посетил строительную площадку и провёл на ней рабочее совещание с мэром В. Городецким. В это время на площадке велось строительство семи опор, причём на пяти из них уже были закончены буровые работы и велось сооружение ростверков. За 3 месяца строительства — в общей сложности строителями было пробурено и забетонировано около 60 скважин[4].
- 17 июня. Ведутся работы по сооружению опор с № 18 по № 27. Завершено 76 % общего объёма их подземной части, а также завершёны работы по намыву площадки для опор № 7 и № 8. Кроме того, идут работы по монтажу временного модульного городка для строителей и продолжены работы по сносу частных домов[105].
- 23 июля. На правобережной строительной площадке велись работы на 13-ти опорах — в соответствии с графиком. По информации 1-го заместителя мэра Новосибирска: «для выполнения работ на последней правобережной опоре, осуществлён комплекс работ по переврезке водовода (опора № 25). Ведутся переговоры с руководством СГУПСа для привлечения студентов и специалистов вуза — для прохождения производственной практики и организации контроля за работой конструкций сооружения. Кроме того, с Курганского завода металлических мостовых конструкций сегодня в Новосибирск пришла первая партия элементов пролётных строений — в течение месяца строители должны получить их около тысячи тонн. Со второй половины августа начнутся работы по монтажу, сборке пролётных строений и надвижке их на опоры». Как добавил Андрей Ксензов:

«В ближайшую неделю строители должны начать работы по возведению 25-й опоры, начать обустройство подъездной дороги на остров, где ведётся подготовка к возведению опор — с № 12 по № 14».

- 29 июля. Перед строителями поставлена задача развернуть работы по сборке пролётных строений к сентябрю. На площадке смонтирован козловой кран, сооружаются стапель и временные опоры для сборки и надвижки пролётов, первый блок из которых уже доставлен. На левом берегу продолжается вынос коммуникаций, а на правом берегу вся работа по переносу инфраструктуры закончена[107].
- 9 сентября строители моста приступили к сооружению самой сложной опоры на правом берегу Оби. По словам главного инженера новосибирского филиала ОАО «Сибмост»:

«Мы приступили к буровым работам на опоре № 17 — это самая сложная опора правобережной части. Фактически — это опора, которая попадает в середину протоки поймы реки Иня».
На островной части в пойме Ини работали четыре буровых станка на месте будущей опоры. Главный инженер компании также добавил, что на сегодняшний день (9 сентября 2010) строительные работы ведутся на 19 из 23 опор правобережной части Оби, а на 5-8 октября запланирован первый цикл надвижки пролётных строений моста, монтаж которых начался на стройплощадке на правом берегу Оби в конце августа.
- 8 октября. Первый пролёт моста массой 380 тонн и длиной около 120 метров смонтирован и готов к надвижке. Надвижка будет осуществляться со стороны улицы Большевистской. Параллельно идёт снос частного сектора на правом берегу и вынос металлических гаражей — на левом, попавших в зону застройки. Идут и работы над другими пролётами, ведутся буронабивные работы в воде[109].
- 25 ноября. Строители завершили возведение на правом берегу 10 береговых опор моста — с № 27 по № 18 и приступают к возведению русловых опор. Отмечается, что русловые опоры будут выполнены также из бетона, как и береговые, однако они будут выполнены монолитными и отличаться, как конструктивно, так и размерами — высота составит 15 метров, а ширина вдоль реки — 50 метров. Кроме того, сооружается стапель и осуществляется вынос коммуникаций и переустройство городских сетей[110][111].
- 3 декабря: Строителями производится монтаж металлоконструкций на пролётах опор, с шестой по десятую и с двадцать третьей по двадцать седьмую. Производится бурение на восьмой и десятой опорах. На работах по возведению перехода занято порядка тысячи человек, сооружение идёт в круглосуточном режиме[112].
- 31 декабря. Работы на 12 опорах (из 30) завершены. На правом берегу осуществляются работы по надвижке второго пролёта моста, которые планируется закончить к 10 января 2011 года. В левобережье начаты работы по обустройству территории под строительство транспортной развязки на Ватутина[113].

2011
- 21 января. Продолжается надвижка 48-метрового пролёта моста. По данным на 21 января, он зафиксирован на опоре № 27. Строителям осталось провести пролётное строение через три опоры — к седьмой опоре, находящейся над рекой Иня[114][115].
- 28 января. По заявлению пресс-центра мэрии, составлен график работ по левобережному участку строительства моста: по инженерному обустройству площадок под транспортную развязку, определены даты врезки коммуникаций и в ближайшее время начнутся земляные работы. Главный инженер новосибирского филиала ОАО «Сибмост» С. Соколов отметил:

«На сегодняшний день собрано 96 м пролётного строения, завтра состоится очередной этап надвижки металлоконструкций (30 м) в сторону левого берега. Кроме того, продолжается монтаж опор, начаты буровые работы для возведения пятой и шестой опор».
- 4 февраля. Мостостроители полностью закончили возводить 14 опор моста, ещё на тринадцати — продолжаются строительные работы. Полностью завершить все тридцать опор планируется к концу 2011 года. 20 февраля планируется предпоследняя надвижка пролётов на 28 и 29 опоры — в сторону улицы Большевистская. В левобережной части начаты подготовительные работы для строительства дороги и возведения насыпи для развязки на улице Ватутина, а с 15 апреля планируется начать работы по возведению эстакады[117].

Левобережный участок строительства, 24 февраля
- 17 февраля: первым заместителем мэра А. Ксензовым и строителями моста был представлен двухмесячный отчёт. За этот период была вырублена восьмиполосная просека через Бугринскую Рощу под подъездную дорогу к будущему мосту. По информации, полученной от главного инженера МУ «Горзеленхоз», в ходе этих работ «вырублено около 10 тысяч деревьев». С начала года велись подготовительные работы под сооружение стапеля, который с учётом местности и высокого берега потребовал разработки выемки глубиной 10 м. Строители начали буровые работы на первой левобережной опоре, а также подготовительные работы ещё на пяти опорах, из которых пятая и шестая являются русловыми[52].

Левобережный участок строительства, 25 февраля
По заявлению А. Ксензова, в апреле планируется завершить работы по первой опоре и начать возведение путепровода, а до конца года — начать работы по укладке дорожного полотна.
- 17 марта. Строителями в сторону улицы Большевистской осуществлена надвижка пролётного строения. Пролёт массой 350 т является последним из воздушных. Всего в этом направлении собрано 288 м металлоконструкций. Дальнейшие работы на этом участке продолжатся на насыпи. В мае-июне 2011 года планируется начать работы по сборке затяжки арочного пролёта. Сборка этого пролёта будет произведена на левобережном (третьем) стапеле. В начале августа планируется осуществить его надвижку[97][118].

Левобережный участок строительства, 9 марта
- 25 марта. Мостостроители полностью закончили надвижку пролётов моста — от опоры № 21 до № 30. В сторону реки надвинуто 138 м конструкций. В настоящее время работы ведутся в русле Оби. Начаты подготовительные работы по площадке для левобережного стапеля[118].
- 5 мая. На стройплощадке транспортной развязки (по улице Ватутина), строители приступили к свайным работам на эстакаде путепровода. Планируется, что в полном объёме работы развернутся в июне 2011 года — после выноса из зоны развязки всех коммуникаций, а завершить монтаж путепровода — в январе 2012 года[53].
- 12 мая. На левобережной строительной площадке полностью завершены работы по опоре № 3, по остальным четырём на данный момент — завершены буровые работы. Для установки части опор (с № 3 по № 5) также потребовалось осуществить работы по намыву временного полуострова, который в дальнейшем будет снесён, а опоры — установлены в воду. Также окончены работы по созданию выемки под будущий съезд с моста. Кроме того, мостостроители завершили обустройство основания под опору № 2, которая по их признанию стала «трудной»[56].
- 19 мая. В ходе рабочего совещания на правобережной стройплощадке, первый вице-мэр А. Ксензов заявил, что «в правобережье в данное время идёт активный вынос коммуникаций и снос частных домов из зоны строительства — уже переселены более 70 частных домов» (из 394 — на обоих берегах реки). Он добавил, что с каждым индивидуально заключается договор, а за снос выплачивается компенсация, размер которой зависит от характера постройки и может составлять от нескольких сотен тыс. рублей до десятков миллионов рублей. На эту компенсацию люди могут купить новое жильё[92].
- 30 мая. Президент ОАО «Сибмост» Альберт Кошкин, выступая на Совещании по вопросу эффективности строительства и эксплуатации автомобильных дорог под председательством Владимира Путина (в режиме видеоконференции — со строительной площадки). В частности он заявил: «в настоящее время готовы 20 опор, смонтированы 600 погонных метров конструкций моста, на строительной площадке работают 1400 рабочих»[119].
- 8 июня. Из зоны строительства вынесены 87 частных домов[76].
- 7 июля. По заявлению Андрея Ксензова, в русле реки необходимо смонтировать 6 технологических опор, которые понадобятся для монтажа пролётов над Обью: по двум опорам работа уже началась — проводятся буровые работы. В районе строящейся транспортной развязки по улице Ватутина завершается вынос коммуникаций и подготовка площадки. По словам главного инженера ОАО «Сибмост» С. Соколова, на правобережной площадке из 2 км пролётов уже смонтированы 650 метров: полностью готовы опоры с № 11 по № 30, а также опоры № 2 и № 3. Как отметил первый заместитель мэра, из 21 тысячи тонн металлических конструкций третьего моста на данный момент смонтированы 5 тысяч тонн, ещё 6 тысяч мостостроители должны получить в этом году, из которых 5000 т планируют сварить до конца года[120].
- В начале июля на левобережную стройплощадку моста доставили[121], а 8 августа смонтировали козловой кран. Кран пролётом 42 м, необходимый для монтажа арочных пролётов, изготовлен по специальному заказу ОАО «Сибмост» на Калининградском ОАО «Балткран»[122].
- 15 сентября. Строительные работы ведутся на обоих берегах — с опережением графика. Мост готов на 20 %. Для пролётов с № 18 по № 23 возведены фундаменты — на этих пролётах для надвижки смонтировано свыше 978 т конструкций. По информации пресс-служб губернатора и правительства НСО расселено 90 домов. Также, из зоны строительства развязки на улице Ватутина вынесены все инженерные коммуникации, а все строительные площадки были электрифицированы. Кроме того, в русле Оби осуществлялся гидронамыв островков для опор и осуществлялся монтаж блоков и пролётов для опоры № 6[81].
- 23 сентября. По заявлению строителей, на левобережной площадке полностью готовы опоры с № 1 по № 3, заканчивается возведение опоры № 4. В ближайшее время должны начаться работы по надвижке пролётов. Работы по опорной части — почти завершены. По информации зам. директора по производству ОАО Сибмост: «Из 30 опор (не считая опор № 5 и № 6, на которые надвинут арку) на стадии окончания находятся три-четыре.. Однако, помимо основных, сооружаются ещё около десятка временных опор, которые необходимы на время строительства.. К Новому году (максимум к началу весны) работы по всем опорам будут завершены»[49]. Также было произведено бетонирование проезжей части между двадцать седьмой и тридцатой опорами. Площадь основания составляет 300 квадратных метров[123]

Левобережный участок строительства, 17 ноября
2012
- 6 апреля. Ведётся строительство русловых опор, пятой и шестой. Все остальные достроены. Из 2060 м пролётных строений смонтировано 9414 т пролётов длиной 1161,6 м. Кроме того, строители производят монтажные работы по затяжке арки мостового перехода[57].
- 3 мая. На мостовом переходе полностью выполнены работы по 28 опорам (из 30). Включая пятую опору — на неё и на опору № 6 должен быть уложен самый длинный 380-метровый пролёт. Мостостроителям осталось выполнить работы по следующим опорам: шестой и седьмой. Строительные работы по ним будут завершены летом 2012 года[58].
- Июнь. По состоянию на 9 июня, на левобережном участке мостостроителями производятся монтажные работы по затяжке арки, а на правобережном — осуществляют сборку монолитной плиты, которая станет проезжей частью и расположится между опорами с двадцать седьмой по тридцатую[64]. Общая готовность моста на текущий момент — около 35 %[62].
- 31 июля. На объекте выполнены работы по 29 опорам (из 30) или 40 тыс. кубических метров бетона. Мостостроителям осталось достроить одну русловую опору (№ 6). В настоящее время сооружается её каркас из арматуры. Работы на обоих берегах по надвижке пролётов и будущему основанию (затяжке) арки моста выполнены[124]. Общий вес собранных конструкций — 13 567 тонн[125].
- 9 августа. У мостостроителей на «Ватутинской развязке» возникли проблемы при возведении ливневой канализации. Необходимые для устройства канализации колодцы поставляются на стройплощадку с перебоями. Первый вице-мэр высказал убеждение, что этот временный перебой не повлияет на общий график устройства транспортной развязки. На площадке моста идёт подготовка шестой монолитной опоры. Начало работ по заливке бетона в эту опору намечены на вечер 10 августа, а к утру 13-го они будут окончены. Опора № 6 — одна из основных опор Бугринского моста. К ней, согласно проекту, крепится арка центрального пролёта[126].
- 29 октября. На правобережной площадке мостового перехода строителями возводится правобережная эстакада. Так, на сегодняшний день уже установлено 9,4 тысяч тонн металлических конструкций пролётных строений эстакады. На эстакаде частично готова монолитная плита будущей проезжей части — уложено 1,6 тысяч м³ бетона. На левобережной площадке на пятую и шестую опоры мостостроители устанавливают затяжку арки (установлено 4 972 тонн, протяжённостью 370 м). Общий же объём уложенного бетона на объекте составил 42,5 тысяч м³ (за октябрь — 3 тысяч м³), а общий вес установленных металлоконструкций пролётов длиной 1,6 км — 14,5 тысяч тонн (в октябре — 700 тонн)[59].
- 5 декабря. Сооружение всех 30 опор мостового перехода завершено. На их строительство затрачено 42,5 тысячи м³ бетона. С обоих берегов длина надвижки составила 453 метра, а расстояние между металлоконструкциями пролётов и затяжки моста (с правого и левого берега Оби) — около 175 метров. Сомкнуть пролёты мостостроители планируют в феврале 2013 года. Планы на 2012 год выполнены[127].

2013
- 16 февраля. Строители Оловозаводского моста через Обь в Новосибирске провели надвижку пролётных строений, соединив левый и правый берег реки[128].
- 10 апреля. «Сибмост» приступил к устройству временных сооружений для монтажа арочного пролёта мостового перехода. В проектное положение (на опоры) строителями уже опущена затяжка арки. Она готова к монтажу арки. На опоры строители планируют закончить опускание пролётов до конца апреля. После этого «Сибмост» начнёт сооружать проезжую часть. Арку планируют закончить в августе этого года[66].
- 30 мая. Мостостроителями начата работа по устройству плиты проезжей части. Работы ведутся сразу на нескольких пролётах: № 1-5, № 6-10 и № 10-16. К концу мая из 1400 квадратных метров уже готовы 400 квадратов бетона. На пролётах № 16-19 и № 19-23 ведутся подготовительные работы. На мостовом переходе для монтажа арки центрального пролёта специалисты устанавливают временные сооружения (из 4 тысяч тонн металла смонтирована одна четвёртая часть)[60].

2014

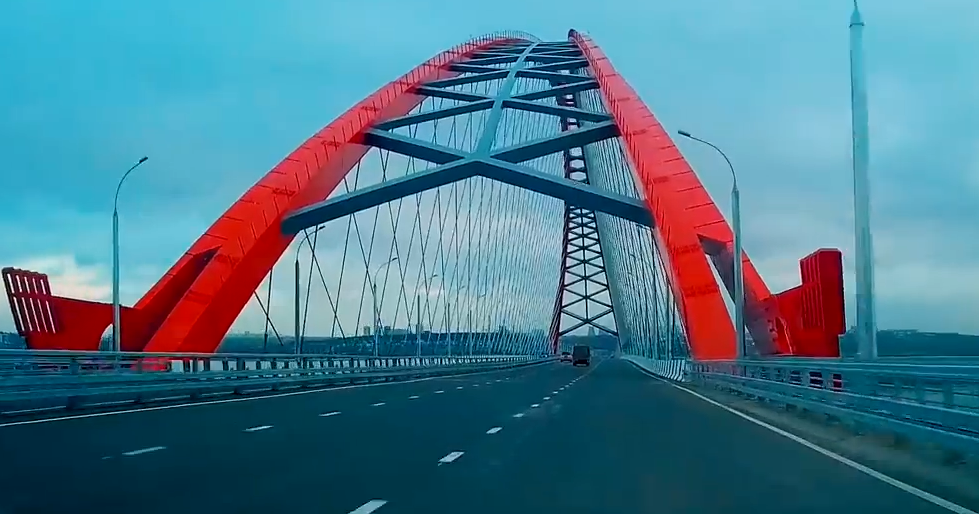
Бугринский мост в мае 2015

- 11 апреля. Завершена надвижка свода арки. Пролёты свода сомкнулись на высоте в 70 метров.
- 11 октября. Открыто движение по мосту.

## Конфликты и проблемы

### Снос частных домов и компенсации
Для возведения Оловозаводского моста и транспортных развязок мостостроителям на обоих берегах Оби потребовалось снести 394 индивидуальных (из них 284 — первая очередь) частных дома. Согласно проекту, индивидуальные жилые дома попадали в зону створа. Для переселения жителей из городского бюджета выделялись компенсации, которые рассчитывались на основании оценки независимой рыночной экспертизы. С владельцами при этом заключались соглашения (от имени Муниципального Казённого Учреждения города Новосибирска «Управление дорожного строительства») о выкупе их личной собственности — сносимых зданий и сооружений, а также земельных участков. Помимо перечисленной собственности, в стоимость оценки входили убытки по переезду на новое место проживания, в том числе временное пребывание (от 2-х до 3-х мес.) в съёмном жилье — на время ремонта нового. Спорные же вопросы предложено решать, согласно действующему законодательству — в судебном порядке.
Работы по сносу начались летом 2010 года — с 80-ти домов, расположенных на Камышенских переулках. В мае 2011 года работы переместились на улицу Большевистскую. Расселение жителей частных домов производилось в новостройки по улицам Пермская, Выборная. По состоянию на середину мая 2011 года было переселено свыше 70 домов, а в июне — уже 170. За первые 4,5 месяца 2012 года властям города удалось расселить сразу 120 индивидуальных жилых домов. По состоянию на конец мая 2012 года оставалось порядка 218 частных домов, которые необходимо было расселить к концу 2013 года.
Однако не все жители желают переехать, получить предлагаемую компенсацию и освободить строительную площадку. Так, жители полутора десятков домов обратились в суд на муниципалитет, считая что предлагаемая им компенсация слишком мала. Жильцы полагают, что вместо, например, 2-3 миллионов рублей компенсации (оценка госэкспертизы) за их жильё должны давать 12 миллионов рублей. По мнению жителей посёлка, «цена на их собственность занижена более чем в два раза, а оценщики не учитывали ни придомовые постройки, ни вложения в водоснабжение и газификацию». И при оценке вместо положенных 44 тысяч рублей ставили 29 тысяч рублей. По утверждению начальника ГУБО мэрии города, постройки (37 тысяч рублей за квадратный метр) и земля (на правом берегу за сотку дают: от 240 тысяч до 300 тысяч рублей, в зависимости от места) считаются при оценке раздельно.
На левом же берегу, в районе строящейся «Ватутинской развязки», мэрия оценила сотку земли в 120 тысяч рублей. Хозяева этих домов также считают эту цену слишком заниженной. Жители посёлка по Камышенским переулкам также утверждают, что у них (неожиданно) за две недели сгорело 2 жилых домовладения. Оставшиеся без жилья стали проживать в палатках. В конце июня 2012 года состоялся судебный процесс по иску к мэрии города жителей четырёх домов. Суд постановил выплатить компенсацию, составившую от 4 до 6 миллионов рублей. Всего же к мэрии в судебных органах находилось 22 иска от жильцов частных домов. Причём, по словам начальника ГУБО, ни одна судебная оценка не давала больше, чем оценивал дома муниципалитет. Общее же количество выигранных мэрией судебных процессов — 12.
На конец июля 2012 года уже были снесены 175 индивидуальных домов (24 — левый берег; 151 — правобережье). А 284 частных дома (260 — правый берег; 24 — левобережье) из зоны первой очереди и четыре дома 2-й очереди, ещё оставались. До конца года их требуется расселить. Большая часть домов, подлежащих сносу, находится на Большевистской (нечёт.) и по Камышенским переулкам (4-й, 5-й и 10-й).
По заявлению Андрея Ксензова, первого вице-мэра Новосибирска, к концу августа удалось переселить 178 жильцов. Осталось снести около 80 домов, с собственниками которых мэрии предстоит ещё заключить соглашения. А 10-12 собственников по-прежнему требуют пересмотра компенсаций за своё имущество. Эти проблемные собственники «или уже находятся в суде, или пока только ещё находятся на стадии переговоров». Большинство из этих проблемных владельцев находятся на берегу Оби, по 10-му Камышенскому переулку. К тому же здесь располагаются болотистая почва и плывуны. И для укрепления строящейся транспортной развязки, согласно проекту, требуется погружение в грунт порядка восьми тысяч 12-метровых свай.
Затраты на компенсации жителям этих домов первый вице-мэр ранее предварительно оценивал в 700—800 млн рублей, а компания-генпорядчик («Сибмост») в 550 до 600 млн рублей. По состоянию на 23 февраля 2013 года из всех домов снесено и расселено уже 220 и остаётся порядка 176 владений, в том числе проблемные 26 собственников, которые недовольны компенсацией. Все дома, согласно плану, должны быть расселены к пуску мостового перехода — к октябрю 2014 года. Уже на начало апреля 2013 года осталось 36 домов, с которыми ещё предстоит решить вопрос с расселением. Также ещё остались неснесённые строения, владельцы которых уже получили компенсации и переехали на новое место жительства. Решить вопрос со всеми городские чиновники обещают к сентябрю этого же года.

### Вопросы с финансированием
24 июля 2012 года генеральный директор генподрядной организации Владислав Кошкин заявил, что строительство мостового перехода недофинансируется, а денежные средства местные власти выделяют только на ведение строительно-монтажных работ. Что же касается металлических конструкций, которых в настоящий момент лежит на стройплощадках на сумму около 500 млн рублей, то их «Сибмост» оплачивает за свой счёт. По мнению Кошкина, к осени проблема с «недофинансированием» должна исправиться, так как ожидается поступление денежных средств из федерального бюджета. Однако позднее в ходе пресс-конференции губернатором Василием Юрченко было заявлено, что: никакого недофинансирования объекта нет, его строительство опережает график, а «заявление Владислава Кошкина абсолютно не соответствует действительности».
В начале года общий объём денежных средств, выделенных на строительство мостового перехода, составил 2 млрд рублей. Эта сумма складывалась из местных бюджетов и кредита Министерства финансов РФ. В декабре был выделен ещё 1 млрд 750 млн рублей. В итоге 4,05 млрд рублей.

## Премия FIDIC Award of Merit
В 2016 году за проект Бугринского моста Международная федерация инженеров-консультантов (FIDIC) присудила Инженерной группе «Стройпроект», генеральному проектировщику мостового перехода, премию FIDIC Award of Merit 2016. При оценке представленных проектов жюри учитывало инновационность, качество, профессионализм, соблюдение принципов прозрачности, долговечность и влияние на окружающую среду. Вручение премии состоялось 26 сентября в городе Марракеш, Марокко.